# Myślenice (gemeente)
De gemeente Myślenice is een stad- en landgemeente in het Poolse woiwodschap Klein-Polen, in powiat Myślenicki.
De zetel van de gemeente is in Myślenice.
De gemeente bestaat uit de dorpen: Jawornik, Bęczarka, Krzyszkowice, Polanka, Bysina, Jasienica, Głogoczów, Zawada, Borzęta, Osieczany, Droginia, Łęki, Bulina, Trzemeśnia, Zasań, Poręba.
Op 30 september 2006, telde de gemeente 40 541 inwoners.

## Oppervlakte gegevens
In 2002 bedroeg de totale oppervlakte van gemeente Myślenice 153,74 km², waarvan:
- agrarisch gebied: 53%
- bossen: 32%

De gemeente beslaat 22,83% van de totale oppervlakte van de powiat.

## Demografie
In 2002 bedroeg het gemiddelde inkomen per inwoner 1396,83 zł.

## Aangrenzende gemeenten
Dobczyce, Mogilany, Pcim, Siepraw, Skawina, Sułkowice, Wiśniowa